# Tatjana Iwanowna Puschkarjowa
Tatjana Iwanowna Puschkarjowa (russisch Татьяна Ивановна Пушкарёва, engl. Transkription Tatyana Pushkareva/Pushkaryova; * 26. September 1985) ist eine russische Marathonläuferin. 
2008 wurde sie Zweite beim Siberian International Marathon und Vierte beim San-Antonio-Marathon. 2009 siegte sie beim Country Music Marathon und in San Antonio.
2010 verbesserte sie als Zweite des Boston-Marathons ihren persönlichen Rekord um mehr als vier Minuten auf 2:26:14 h und hatte nur drei Sekunden Rückstand auf die Siegerin Teyba Erkesso.
Tatjana Puschkarjowa lebt und trainiert in Kislowodsk und Portugal. Sie ist eine ehemalige Turniertänzerin und wurde an der Staatlichen Pädagogischen Universität in Perm zur Trainerin und Sportlehrerin ausgebildet. 